# Bacúch
Bacúch este o comună slovacă, aflată în districtul Brezno din regiunea Banská Bystrica. Localitatea se află la altitudinea de 605 m deasupra n.m., se întinde pe o suprafață de 38,19 km2 și în 2017 număra 946 de locuitori.

## Istoric
Localitatea Bacúch este atestată documentar din 1274.

## Demografie
| An:                | 1994 | 2004   | 2014   | 2024   |
| ------------------ | ---- | ------ | ------ | ------ |
| Număr de persoane: | 1112 | 1030   | 973    | 894    |
| Diferență:         |      | −7,37% | −5,53% | −8,11% |

| An:                | 2023 | 2024   |
| ------------------ | ---- | ------ |
| Număr de persoane: | 897  | 894    |
| Diferență:         |      | −0,33% |